# Apotropina brunnipennis
Apotropina brunnipennis är en tvåvingeart som först beskrevs av Meijere 1913.  Apotropina brunnipennis ingår i släktet Apotropina och familjen fritflugor. Inga underarter finns listade i Catalogue of Life.